# Federació Catalana d'Esports de Persones amb Discapacitat Física
La Federació Catalana d'Esports de Persones amb Discapacitat Física (FCEDF) és l'organisme que regula i promou la pràctica esportiva de les persones amb discapacitat física i organitza les principals competicions de les diverses disciplines que es disputen a Catalunya. Forma part de la Unió de Federacions Esportives de Catalunya.

## Història
La Federació Catalana d'Esports per a Minusvàlids Físics es va crear el 1969 amb l'objectiu de desenvolupar projectes i estratègies basades en la normalització de les persones amb discapacitats físiques mitjançant l'esport adaptat i que amb el pas dels anys ha acabat adoptant el nom de Federació Catalana d'Esports de Persones amb Discapacitat Física (FCEDF), que és com es denomina oficialment des del mes de desembre de 2008.
Aquella federació va ser el resultat de la lluita d'un grup humà que s'havia inspirat en la filosofia del doctor Ludwig Guttmann, un neurocirurgià alemany d'origen jueu emigrat a Anglaterra que durant els anys quaranta havia incorporat amb èxit l'activitat esportiva al procés de rehabilitació de les persones amb lesions medul·lars. Aquest grup el va liderar a Catalunya Joan Palau, que va ser qui va donar els primers passos per a la normalització de l'esport per a les persones amb discapacitat a les Llars Mundet de Barcelona. Palau, que era el director d'esports d'aquell centre, va començar a fomentar la pràctica esportiva entre els joves residents afectats per les seqüeles de la poliomielitis i per a tal motiu va habilitar un espai específic, on es practicaven esports adaptats com la natació, l'atletisme i el tennis de taula. Paral·lelament, un altre reconegut metge, Ramon Sales, director de traumatologia de l'Hospital de la Vall d'Hebron, va introduir el bàsquet amb cadira de rodes com a teràpia per als seus pacients paraplègics, i els doctors Emili Isamat i Miquel Sarrias, aquest darrer deixeble del doctor Guttmann, també va introduir com a pràctica rehabilitadora dels seus pacients aquesta i d'altres disciplines esportives adaptades com el tennis i la boccia. L'any 1963 la Creu Roja va organitzar a Tarragona la primera edició de l'olimpíada de l'Esperanza, que va ser la primera competició oficial d'esport adaptat que hi va haver a l'estat espanyol.
En l'actualitat, la federació acull l'activitat competitiva de diferents modalitats esportives adaptades: atletisme, ball esportiu, bàsquet, boccia, ciclisme, esgrima, esquí, halterofília, hípica, hoquei en cadira de rodes elèctrica, natació, petanca, quad-rugbi, slalom, tennis, tennis taula, tir amb arc, tir olímpic, triatló i vela), amb més de 1.000 esportistes sota la seva tutela que han guanyat nombroses medalles en campionats internacionals de primer nivell com mundials o Jocs Paralímpics i han batut en molts casos rècords del món.
En l'àmbit de la promoció de l'esport adaptat, organitza xerrades i jornades de sensibilització, com el “Dia paralímpic a l'Escola”. També segueix un programa esportiu per a persones amb mobilitat reduïda i per a persones amb discapacitat física ingressades als hospitals catalans, fet que li ha
valgut la Medalla de Bronze en l'apartat de Readaptacio Funcional dels Premis Helios II de la Unió Europea i el IV Premi Medicina i Esport atorgat per la Fundació la Caixa. El 2010 va rebre també el premi Superació en la 2a edició dels Valors en l'Esport Paralímpic. El 2011 va ser guardonada amb els XII Premis Gimm, entre altres mèrits, pel seu programa Hospi Sport, gestionat des de 1992 i que mitjançant l'esport treballa per aconseguir normalització social de persones amb mobilitat reduïda. També, des del mes de juny de 2011, té el certificat de qualitat European Foundation for Quality Manegement (EFQM 200+) que l'entitat certificadora Veritas li va atorgar pel bon funcionament de la seva organització després del procés engegat el 9 de febrer de 2010 quan la Fundació Lluís Vives va escollir-la per participar en el seu programa TQM-B, a través del qual donen suport a entitats sense afany de lucre que poden ser mereixedores d'aquest guardó.

## Presidents

### Joan Palau Francàs(1969-1994)
Després de ser l'any 1968 un dels fundadors de la Federació Espanyola d'Esports per a Minusvàlids, el 1969 va ser nomenat president de la federació catalana, de la qual també n'era un dels seus fundadors. El 1994 va dimitir de la Federació Catalana per incompatibilitat amb el càrrec de president de l'Espanyola.

### Antoni Marco de la Asunción (1994-1996)
Va impulsar a mitjans dels anys seixanta la creació d'un equip de bàsquet entre els seus companys de feina a l'empresa on treballava, i es va convertir en el seu entrenador. Aquell equip jugava i entrenava a les pistes de l'Institut Guttmann i poc després va acceptar dirigir l'equip de bàsquet amb cadira de rodes de l'ANIC, que tenia la seva seu en aquest centre. La bona tasca que va fer a l'ANIC li va obrir les portes de la Federació quan la presidia Joan Palau, a la Junta Directiva de la qual va entrar com a vicepresident.

### Bertrand de Five Pranger (1996-2007)
Va ser un destacat nedador paralímpic entre 1965 i 1990, període en què va obtenir nombrosos èxits. En l'àmbit estatal, va guanyar cinquanta-vuit medalles en Campionats d'Espanya i va batre el rècord del món de 50 metres estils. Va participar en tres Jocs Paralímpics (Tel-Aviv 1968, Heidelberg 1972 i Toronto 1976), on va obtenir quatre medalles d'or i dues de plata i va batre els rècords paralímpics en 100 metres lliures i estils el 1972. També va guanyar més de cinquanta medalles en campionats mundials i internacionals, i va batre un total d'onze rècords del món en diverses proves. Membre fundador de la Federació Catalana, la seu de la qual va estar en el seu domicili particular entre 1974 i 1979. I a més d'haver ocupat diversos càrrecs a la Federació Catalana s també va ser vicepresident de la Federació Espanyola de 1996 a 2000 i de 2004 al 2008, va presidir la Fundació Privada per a esportistes Adaptado2 i va fundar el Club de San Rafael. A més, en els Jocs Paralímpics de Barcelona'92 va ser el darrer relleu de la torxa olímpica i el preparador de la selecció catalana.

### Daniel Lamata de la Torre (2007-2008)
Destacat tirador d'esgrima en cadira de rodes va destacar en la seva trajectòria esportiva pels seus èxits tant en l'àmbit estatal com internacional en el món de l'esgrima. En la primera faceta va ser dotze vegades campió d'Espanya i en la segona va guanyar la medalla de bronze en la modalitat d'espasa en els Jocs Paralímpics de Sydney 2000, va ser campió de la Copa del Món de floret en categoria B el mateix any, i campió d'Europa el 2001. També va participar en esgrima en els Jocs Paralímpics de Barcelona'92. Va presidir la Federació Catalana i també la Federació Espanyola.

### Josep Lluís Amador Núñez (2008-2011)
Com a esportista va ser vuit vegades campió de Catalunya i cinc d'Espanya de tir amb arc en cadira de rodes, va ser subcampió del món i doble campió d'Europa per equips amb la selecció espanyola i, a nivell individual, va sisè en els Jocs Paralímpics d'Atlanta 1996 i al Mundial de Londres 1997, entre altres èxits. Va ser president entre abril de 2008 i gener de 2011, quan va deixar el càrrec per motius de salut. Abans d'arribar a la presidència, ja havia estat un any com a vicepresident. Durant el seu mandat al capdavant de la Federació Catalana no només va haver-hi un considerable augment del nombre de practicants sinó que també es van millorar els resultats esportius, es va canviar la imatge corporativa i es van crear els Jocs Catalans per intentar apropar l'esport adaptat a la ciutadania. En deixar el càrrec, Josep Lluís Amador va tornar a centrar-se en la competició de tir amb arc i va continuar a la FCEDF com assessor del seu successor, Josep Giménez.

### Josep Giménez Maluenda (2011-)
Va iniciar la seva relació amb l'esport de persones amb discapacitat física a finals de l'any 1972 com a entrenador de bàsquet amb cadira de rodes, tasca que va dur a terme en els clubs ANIC-B, CEM i Sant Rafael, club que també va presidir. L'any 1973 va entrar a la junta directiva de la federació i va ocupar diversos càrrecs en diferents etapes. Vicepresident sota la presidència de Josep Lluís Amador, va ser elegit president com a candidat únic el mes de gener de 2011 quan el seu predecessor va deixar el càrrec. Va ser el primer president elegit sota la nova normativa de la Secretaria General de l'Esport, que especifica que els mandats són de sis anys i no de quatre. Va ser distingit com a millor dirigent de federació per l'Associació Catalana de Dirigents de l'Esport.